# Der Richter (1917)
Der Richter ist ein deutscher Stummfilm aus dem Jahr 1917. Das Drehbuch von Hans Land basiert auf dessen gleichnamigem Roman.

## Handlung
Der Gerichtsassessor van Liers ist mit Lisa Redern verlobt. Durch ihn lernt das Mädchen eines Tages Eduard Dekker kennen, der die junge Frau sogleich für sich einzunehmen versteht. Nur wenige Tage darauf brennt sie mit ihrem neuen Liebhaber durch und lässt Mutter wie Ex-Bräutigam ebenso schockiert wie ratlos zurück. Doch Eduard erweist sich als liederlicher Geselle. Rasch sinkt der einst talentierte Künstler in die Gosse hinab und treibt sich in üblen Kaschemmen herum. Lisa bleibt mit Kummer und Sorgen allein zurück. Ehe sie in diesem sozialen Elend stirbt, bringt sie noch ein gemeinsames Kind, eine Tochter gleichen Namens, zur Welt. Dekker wiederum führt eine Matrosenschenke unterster Kategorie.
Jahre sind vergangen, und der alleingelassene van Liers ist aus lauter Verbitterung ein unnachgiebiger Richter geworden, der mit seinen Urteilen die ganze Härte und Strenge seines Amtes spüren lässt. Eines Tages lernt Liers ein junges Mädchen kennen, das ihn stark an seine einst abtrünnig gewordene Liebe Lisa erinnert. Er folgt ihr heimlich und landet in der Spelunke Dekkers, der ihr versoffener und verwahrloster Vater ist. Dort haust sie unter erbärmlichen Umständen. Bald erliegt Liers dem Charme und der Verführung der holden, jungen Maid und beginnt sein Amt und seine Aufgaben zu vernachlässigen. Der sittenstrenge Richter erlebt nun selbst einen Niedergang und wird beinah durch dieses Mädchen zum Verbrecher. Entsetzt über seinen eigenen Sittenverfall, richtet sich der Richter selbst und erschießt sich.

## Produktionsnotizen
Der Richter wurde im Messter-Atelier in Berlins Blücherstraße 32 gedreht, passierte im November 1917 die Filmzensur und wurde noch im selben Monat im Mozartsaal uraufgeführt. Die Länge des Vierakters betrug, je nach Fassung, 1428 bzw. 1248 Meter.
Der damals 40-jährige Otto Gebühr (Fridericus Rex) gab hier möglicherweise seinen Einstand vor der Kamera und verkörperte eine in seiner Filmkarriere höchst ungewöhnliche Rolle: die eines gewissenlosen Verführers.

## Kritik
„Hans Land, der Verfasser des Textes, schuf in der Hauptfigur, die Bruno Decarli mimt, eine psychologisch tiefdurchdachte Persönlichkeit. (…) In diesem stofflich hochinteressanten Film spielt Bruno Decarli ganz vorzüglich, seine Partnerin Lisa [sic!] Salten bot gleichfalls eine anerkennenswerte Leistung. Ihren Vater, den heruntergekommenen Künstler, und Verführer, charakterisiert Bruno [sic!] Gebühr hervorragend gut. Die Photographie ist ebenfalls tadellos.“